# Jordi Blom
Jordi Blom (Amsterdam, 5 juni 2002) is een Nederlands voetballer die voorkeur heeft als een aanvaller.

## Carrière
Jordi Blom speelde in de jeugd van SV De Meer, AFC Ajax en WV-HEDW, wat hij combineerde met het spelen van zaalvoetbal in de Eredivisie bij ASV LEBO. In 2021 maakte hij de overstap naar FC Volendam, waar hij deel uitmaakte van de selectie van Jong Volendam. Hij debuteerde in het betaald voetbal in het eerste elftal van Volendam op 17 september 2021, in de met 2-1 gewonnen thuiswedstrijd tegen VVV-Venlo. Hij begon in de basisopstelling en leverde de assist op de 2-1 van Boy Deul. Het bleek uiteindelijk zijn enige optreden dat seizoen, waarmee hij een minimale bijdrage had aan de promotie van FC Volendam naar de Eredivisie. Het volgende seizoen kwam hij wederom weinig voor in de plannen van hoofdtrainer Wim Jonk, die viermaal gebruik van hem maakte. In mei 2023 werd bekende dat Blom zijn loopbaan vervolgt zou worden in Katwijk bij Quick Boys. Op 25 september 2023 vertrok Blom per direct bij Quick Boys. Na anderhalf jaar zonder club te hebben gezeten, keerde Blom in februari 2025 terug bij SV De Meer, de club waar hij was begonnen met voetballen. 

### Statistieken

#### Beloften
| Seizoen                   | Club             | Land            | Competitie      | Competitie | Competitie | Totaal | Totaal |
| Seizoen                   | Club             | Land            | Competitie      | Wed.       | Dlp.       | Wed.   | Dlp.   |
| ------------------------- | ---------------- | --------------- | --------------- | ---------- | ---------- | ------ | ------ |
| 2021/22                   | Jong FC Volendam | Nederland       | Tweede divisie  | 25         | 2          | 25     | 2      |
| 2022/23                   | Jong FC Volendam | Nederland       | Tweede divisie  | 26         | 3          | 26     | 3      |
| Totaal beloften           | Totaal beloften  | Totaal beloften | Totaal beloften | 51         | 5          | 51     | 5      |
| Bijgewerkt op 18 mei 2024 |                  |                 |                 |            |            |        |        |

#### Senioren
| Seizoen                   | Club        | Land      | Competitie     | Competitie | Competitie | Beker | Beker | Totaal | Totaal |
| Seizoen                   | Club        | Land      | Competitie     | Wed.       | Dlp.       | Wed.  | Dlp.  | Wed.   | Dlp.   |
| ------------------------- | ----------- | --------- | -------------- | ---------- | ---------- | ----- | ----- | ------ | ------ |
| 2021/22                   | FC Volendam | Nederland | Eerste divisie | 1          | 0          | 0     | 0     | 1      | 0      |
| 2022/23                   | FC Volendam | Nederland | Eredivisie     | 2          | 0          | 2     | 0     | 4      | 0      |
| Bijgewerkt op 5 juli 2024 |             |           |                |            |            |       |       |        |        |